# Nalan

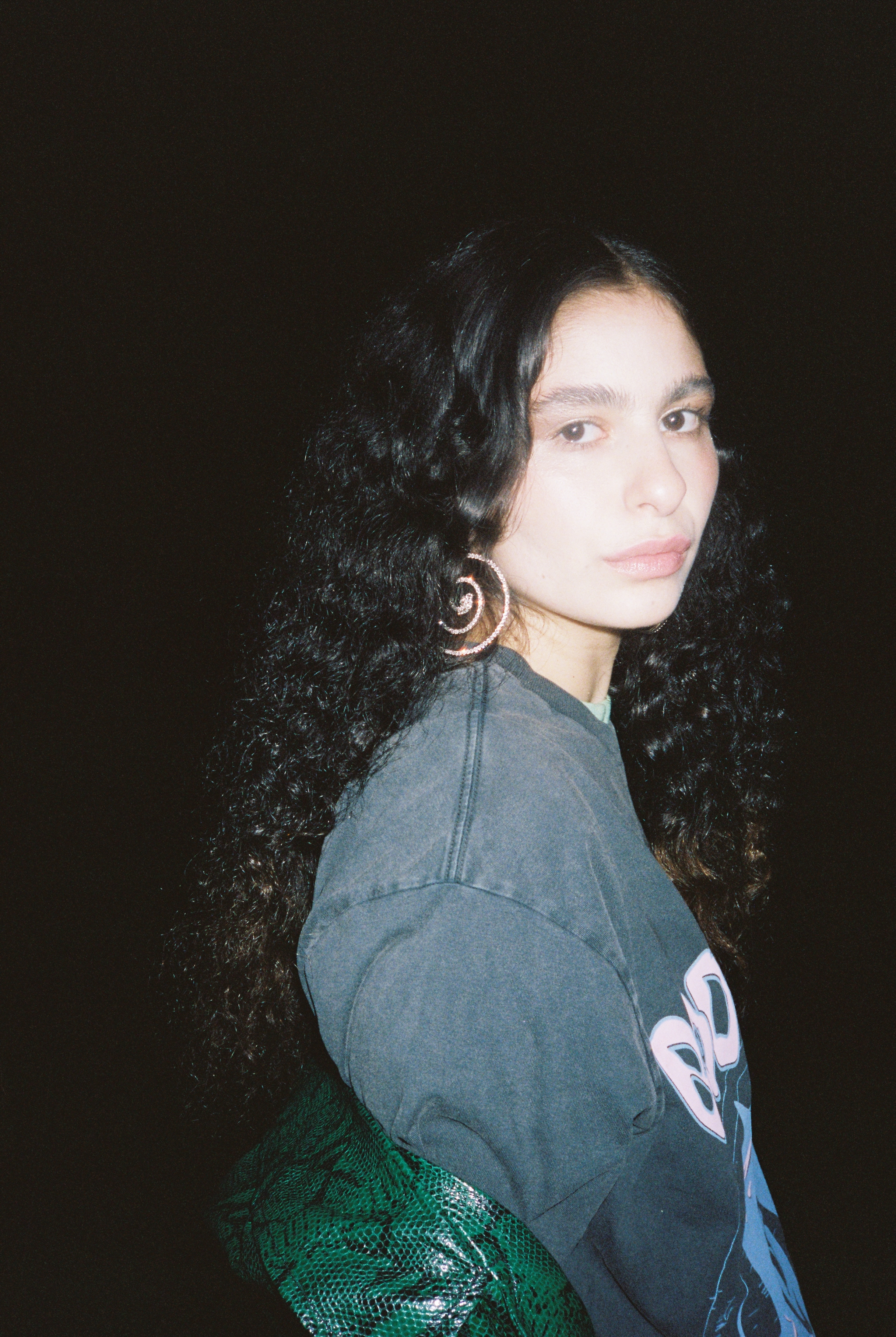

Nalan (* in München, bürgerlich: Nalan Şeyma Karacagil) ist eine deutsche Musikerin, Produzentin und DJ. Sie arbeitet sowohl als Solomusikerin als auch als Sängerin des Trios Gaddafi Gals und ist als slimgirl fat bekannt als Produzentin und DJ. Früher war sie Teil des Duos Nalan381.

## Leben
Nalan wurde in München geboren und wuchs dort auch auf. Sie studierte Kunstgeschichte im München.
Im Jahr 2014 formierte sie mit dem Musiker Nikolaus Graf ein Duo, das bis 2016 unter dem Künstlernamen Nalan381 auftrat.
2016 schlossen sich Nalan, die Rapperin Ebow und der Produzent Walter p99 arke$tra zusammen und formierten das Trio Gaddafi Gals.
Als Solokünstlerin ist Nalan seit dem Jahr 2018 aktiv. Unter dem Pseudonym slimgirl fat veröffentlicht sie Ende 2018 ihre erste EP ugly, auf der fünf Lieder enthalten sind. Ihr erstes Album I'm Good. The Crying Tape veröffentlichte Nalan am 10. Dezember 2021 unter ihrem bürgerlichen Namen Nalan. Die Liedtexte des Albums sind auf Englisch, mit Ausnahme des türkischsprachigen Lieds Son Kez. Das Album erschien auf dem Indie-Label Mansions and Millions und ihrem Kollektiv 3-Headed Monster Posse. 
Als slimgirl fat ist sie seit 2020 Mitgründerin von SLIC Unit, einem Netzwerk von Produzentinnen und DJs of color.

## Diskografie
Solo:
- 2018: slimgirl fat – ugly (EP; USB Card, Digital Download; 3-Headed Monster Posse)
- 2021: Nalan – I’m Good. The Crying Tape (Album; LP, Digital Download; Mansions and Millions, 3-Headed Monster Posse)

Mit Gaddafi Gals:
- 2017: The Death of Papi (CD, Tape, Digital Download; Seayou Records)
- 2018: A Journey 2 the Temple of Love (Mixtape; Tape, Digital Download; 3-Headed Monster Posse)
- 2019: Temple (LP, Tape, Digital Download; 3-Headed Monster Posse)
- 2022: Romeo Must Die (Album)

Mit Nalan381:
- 2015: Pure Part I (EP)[13]
- 2016: Pure Part II (EP)[14]